# Paul Freeman
Paul Freeman (Barnet, 18 januari 1943) is een Brits acteur.

## Biografie
Freeman begon zijn carrière in reclame en lesgeven, hierlangs speelde hij in lokale theaters. Hierna speelde hij in grotere theaters zoals in het Royal Shakespeare Company. In 1974 richtte hij samen met regisseur Max Stafford-Clark het theatergezelschap Joint Stock Theatre Company op.
Freeman was in het verleden getrouwd, hij is nu opnieuw getrouwd met wie hij een dochter heeft.

## Filmografie

### Films
Selectie:
- 2013 Getaway - als de man (stem)
- 2010 Centurion – als gouverneur Julius Agricola
- 2007 Hot Fuzz – als Philip Shooter
- 2004 George and the Dragon – als sir Robert
- 2001 Morlang – als Julius Morlang
- 1999 The Devil's Arithmetic – als rabbijn
- 1997 Double Team – als Goldsmythe
- 1995 Mighty Morphin Power Rangers: The Movie – als Ivan Ooze
- 1993 Piccolo grande amore – als graaf Otto Von Dix
- 1988 A World Apart – als Kruger
- 1981 Raiders of the Lost Ark – als dr. René Belloq
- 1980 Dogs of War - als Derek

### Televisieseries
Selectie:
- 2017-2020 Absentia - als Warren Byrne - 30 afl.
- 2016 Tokyo Trial - als William. D. Patrick - 4 afl.
- 2015 Da Vinci's Demons - als de architect - 4 afl.
- 2013 The Bible – als Samuel – 2 afl.
- 2012 Strike Back – als Peter Evans – 2 afl.
- 2006-2007 New Street Law – als Laurence Scammel – 14 afl.
- 2005 Waking the Dead – als dr. Charles Hoyle – 2 afl.
- 2002-2003 Monarch of the Glen – als Andrew Booth – 11 afl.
- 1998-2002 ER – als dr. Charles Corday – 3 afl.
- 1997 Ruth Rendell Mysteries – als Julius Sorensen – 2 afl.
- 1995 The Final Cut – als Tom Makepeace – 4 afl.
- 1992-1993 The Young Indiana Jones Chronicles – als Frederick Selous – 2 afl.
- 1987 Yesterday's Dreams – als Martin – 7 afl.
- 1985 A.D. – als Cornelius – 5 afl.
- 1984-1985 Falcon Crest – als Gustav Riebman – 19 afl.
- 1978 Life of Shakespeare – als Dick Burbage – 6 afl.

- Biblioteca Nacional de España: XX1328653
- Bibliothèque nationale de France: cb14024969j (data)
- Gemeinsame Normdatei: 140828249
- International Standard Name Identifier: 0000 0000 7824 5527
- Library of Congress Control Number: no96054440
- Nationale Bibliotheek van Tsjechië: xx0095976
- Nationale Bibliotheek van Israël: 987007447629705171
- SNAC: w6001dp4
- Système universitaire de documentation: 129914630
- Virtual International Authority File: 26660807
- WorldCat: E39PBJvxtQXj3wff3pkVw4RtKd